# Sacey

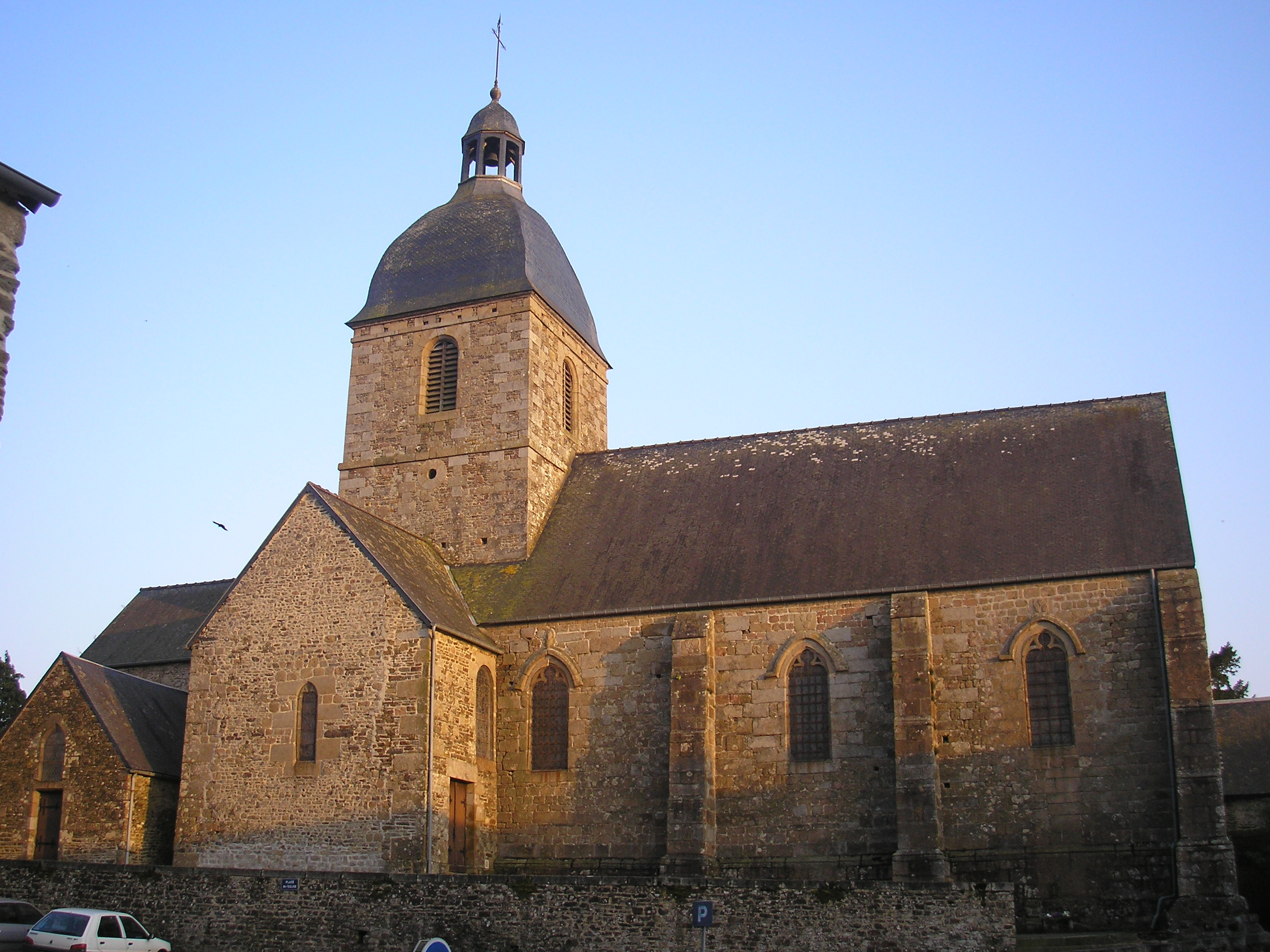
Kostel sv. Martina

Sacey je francouzská obec v departementu Manche v regionu Normandie na severozápadě Francie. Leží v blízkosti měst Coutances a Grainville. V roce 2011 zde žilo 549 obyvatel.

## Vývoj počtu obyvatel
Počet obyvatel 

## Památky
- Hrad Charuel (ancien chateau), zřícenina hradu z 11. století nad obcí
- Kostel svatého Martina, jednolodní kamenná stavba s věží z 11. století, později opakovaně přestavěná
- Zbytky benediktinského převorství.